# Hello (chanson d'Adele)
Pour les articles homonymes, voir Hello.
Singles de Adele
Skyfall
(2012) When We Were Young
(2016)
Hello est une chanson de la chanteuse britannique Adele sortie le 23 octobre 2015. C'est le premier single issu de son troisième album 25, paru le 20 novembre 2015.
Elle marque le retour de la chanteuse qui s'était retirée du devant de la scène pendant près de quatre ans afin de se consacrer à sa vie de famille, notamment à son fils. La chanson est saluée par la critique.

## Enregistrement et parution
Adele a écrit Hello c avec Greg Kurstin, qui s'est également occupé de la production de la chanson avec le Grammy Producteur d’Universal Music Group (UMG) Nas Luke, et Charlie Milner. La chanson est enregistrée au Metropolis Studios à Londres au Royaume-Uni,.
Les parties de basse, de guitare, de piano et les effets aux synthétiseurs sont joués par Kurstin et Luke tandis que la chanteuse s'occupe des percussions. En 2015, Adele a voyagé à Los Angeles aux États-Unis pour perfectionner l'album 25. Durant ce voyage, elle ré-enregistre les chœurs.
Le 18 octobre 2015, une publicité de 30 secondes de Hello est joué pendant la pause publicitaire de l'émission britannique The X Factor. Les paroles sont écrites sur un écran noir accompagnées d'un extrait de la chanson. Le 22 octobre, Adele annonce la sortie de son album par une lettre adressée à ses fans sur le réseau social Twitter. Elle annonce que le premier single de son album sort le 23 octobre. La chanteuse est invitée de l'émission de radio sur BBC Radio 1 de Nick Grimshaw pour la première diffusion complète de la chanson.

## Composition et paroles
Hello est en Fa mineur, le tempo est de 79 bpm. La progression d'accord qui se répète dans les couplets est Fa min-La♭–Mi♭–Ré♭. L'ambitus vocal dans cette chanson va du Fa3 au La♭5.
Dans cette chanson, les thèmes principaux sont le regret et la nostalgie. Elle met en scène une conversation qu'elle aurait pu avoir avec une ou plusieurs personnes. Elle dit à ce propos à Nick Grimshaw : « J'ai senti que nous étions tous passés à autre chose, et ce n'est pas à propos d'une ex-relation, d'une histoire d'amour, c'est à propos de toutes les relations que j'entretiens avec toutes les personnes que j'aime. »

## Clip

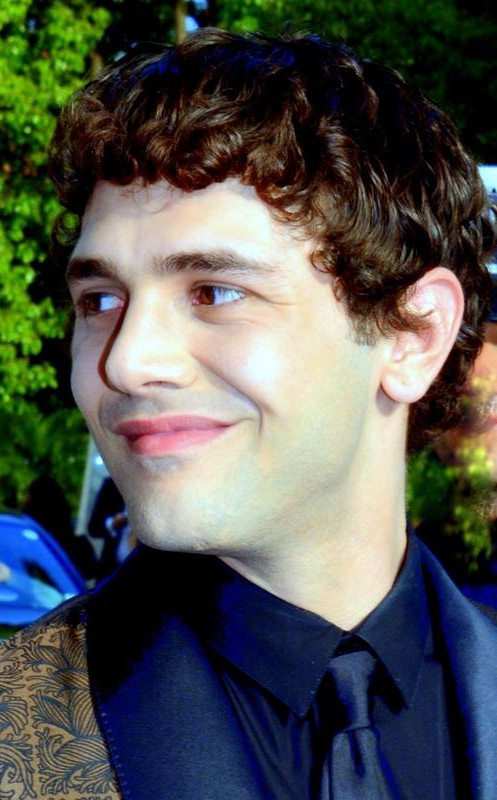
Le réalisateur québécois Xavier Dolan, l'année de sortie du clip.

Le clip vidéo de la chanson est réalisé par l'acteur et le réalisateur québécois Xavier Dolan à Dunham. Le concept de la vidéo repose sur une rupture récente d'une femme appelant une version plus jeune d'elle-même. Certaines parties de la vidéo - principalement à la fin de la vidéo à l'étang et au début lors du plan durant lequel Adele ouvre les yeux - ont été filmées par des caméras IMAX faisant ainsi de cette vidéo la première à être au format IMAX. La vidéo s'inspire du film semi-autobiographique J'ai tué ma mère de Dolan, qui a été réalisé lorsque le producteur n'avait que la vingtaine. Le clip de Hello a été filmé dans une ferme de Dunham au Québec en quelques jours au mois de septembre 2015.
La vidéo aux tons sépia, qui met en scène Tristan Wilds et Adele, interprétant la chanson dans une vieille maison et dans une forêt, entrecoupe des scènes d'un appel téléphonique émouvant et des flashbacks d'une relation amoureuse passée avec le personnage de Wilds. Le clip a déjà battu le record du plus grand nombre de vues en 24 heures sur Vevo, avec 27,7 millions de vues.

## Accueil critique
Dès sa parution, Hello eut un succès critique. Alexis Petridis, journaliste au quotidien anglais The Guardian, décrit la chanson comme étant « une grande ballade, mais un exemple supérieur de son genre », et ajouta que la chanson est « précisément le type de lyrisme qui a fait d'Adele l'une des plus grandes stars dans le monde ». Emily Jupp, pour le journal The Independent, a déclaré dans sa critique que « ce n'est pas révolutionnaire, mais le retour d'Adele et de sa voix soul est le bienvenu ». Elle appela cette chanson une « ballade sans défaut » et dit « Adele fait ce qu'elle fait de mieux, exprimer ses émouvants contes d'amour et de séparation, un peu comme avec son dernier album 21, mais cette fois-ci, avec un peu plus d'indulgence avec elle-même ». Greg Kot du Chicago Tribute a écrit : « Les paroles qui fonctionnent le mieux quand elles s'approchent de détails personnels coïncident avec la combinaison de la puissance de sa retenue vocale. »

## Records
- Le 24 octobre 2015, la vidéo bat le record de vues sur YouTube sur 24 heures, détrônant Taylor Swift. En effet, la vidéo a atteint les 27,7 millions de vues en 24 heures. Hello bat aussi un autre record, celui de la vidéo Vevo ayant atteint le plus rapidement les 100 millions de vues: en 4 jours et 20 heures. Ce record était jusqu'alors détenu par Miley Cyrus avec son clip Wrecking Ball en six jours[8]. Le 19 janvier 2016, à peine 3 mois après sa sortie, la vidéo dépasse le milliard de vues, faisant d'elle l'artiste qui a le plus rapidement atteint cette barre[9]. Elle a été visionnée à ce jour plus de 3 milliards de fois sur la plateforme vidéo.
- Hello est le premier morceau à se vendre à plus d'1 million d'exemplaires en une semaine[10],[11],[12],[13],[14]. Elle dépasse également Flo Rida et son titre Right Round, téléchargé 636 000 fois en 2009 avec 1,1 million de téléchargements[15].
- La chanson se classe no 1 sur iTunes dans plus de 103 pays[16].
- Hello est le single qui s'est vendu le plus rapidement de l'année 2015[17].
- En France, le single se vend à 28 534 exemplaires (ventes + streams) la semaine de sa sortie, signant ainsi le no 1 le plus haut depuis mars 2014[18]. La deuxième semaine, il se vend 28 134 exemplaires (ventes + streams)[19].

## Crédits
- Adele : chant, batterie
- Greg Kurstin : réalisation, piano, guitare, batterie, basse
- Nas Łukas Skaz Luke -  composition, producteur, ingénieur du son

## Classement et Certification

### Classement hebdomadaire
| Classement                              | Meilleure position |
| --------------------------------------- | ------------------ |
| Afrique du Sud (Mediaguide)             | 1                  |
| Allemagne (Media Control AG)            | 1                  |
| Australie (ARIA)                        | 1                  |
| Autriche (Ö3 Austria Top 40)            | 1                  |
| Belgique (Flandre Ultratop 50 Airplay)  | 1                  |
| Belgique (Flandre Ultratop 50 Singles)  | 1                  |
| Belgique (Wallonie Ultratop 50 Airplay) | 1                  |
| Belgique (Wallonie Ultratop 50 Singles) | 1                  |
| Brésil (Hot 100)                        | 32                 |
| Canada (Hot 100)                        | 1                  |
| Corée du Sud (Gaon Chart)               | 1                  |
| Danemark (Tracklisten)                  | 1                  |
| Écosse (OCC)                            | 1                  |
| Espagne (PROMUSICAE)                    | 1                  |
| États-Unis (Hot 100)                    | 1                  |
| États-Unis (Adult Contemporary)         | 1                  |
| Finlande (Suomen virallinen lista)      | 1                  |
| France (SNEP)                           | 1                  |
| France (SNEP Streaming)                 | 1                  |
| France (SNEP Radio)                     | 1                  |
| Hongrie (Rádiós Top 40)                 | 1                  |
| Irlande (IRMA)                          | 1                  |
| Italie (FIMI)                           | 1                  |
| Israël (Media Forest)                   | 1                  |
| Japon (Hot 100)                         | 17                 |
| Mexique (International Airplay)         | 1                  |
| Norvège (VG-lista)                      | 1                  |
| Nouvelle-Zélande (RMNZ)                 | 1                  |
| Pays-Bas (Single Top 100)               | 1                  |
| Pays-Bas (Nederlandse Top 40)           | 1                  |
| Pologne (ZPAV)                          | 1                  |
| Tchéquie (IFPI Rádio)                   | 1                  |
| Royaume-Uni (UK Singles Chart)          | 1                  |
| Slovaquie (IFPI Rádio)                  | 1                  |
| Suède (Sverigetopplistan)               | 1                  |
| Suisse (Schweizer Hitparade)            | 1                  |

### Classement de l'année 2015
| Classement de fin d'année (2015) | Meilleure position |
| -------------------------------- | ------------------ |
| Canada (Hot 100)                 | 25                 |
| États-Unis (Hot 100)             | 35                 |

### Certifications
| Pays                            | Organisme   | Certification |
| ------------------------------- | ----------- | ------------- |
| Allemagne (BVMI)                | Platine     | 400 000       |
| Australie (ARIA)                | 4 × Platine | 280 000       |
| Belgique (BEA)                  | 2 × Platine | 30 000        |
| Corée du Sud (Gaon Music Chart) | 1 × Or      | 512 000       |
| Danemark (IFPI)                 | Platine     | 60 000        |
| Espagne (PROMUSICAE)            | Platine     | 30 000        |
| États-Unis                      | 4 × Platine | 3 100 000     |
| Italie (FIMI)                   | 2 × Platine | 100 000       |
| Nouvelle-Zélande (RIANZ)        | 2 × Platine | 30 000        |
| Royaume-Uni                     | Platine     | 700 000       |

## Récompenses
| Cérémonie       | Année | Nomination                | Résultat |
| --------------- | ----- | ------------------------- | -------- |
| NRJ Music Award | 2015  | Award d'honneur           | Lauréat  |
| Grammy Award    | 2017  | Enregistrement de l'année | Lauréat  |

## Interprétations en direct
Adele a interprété Hello pour la première fois lors des NRJ Music Awards 2015 en France le 7 novembre 2015 mais sa prestation avait été enregistrée la veille. Mais la toute première interprétation live de "Hello" a eu lieu sur le plateau de l'émission "Le grand show" enregistrée le 26 octobre mais diffusée le 28 novembre sur France 2.

## Reprises
- Le multi-instrumentiste norvégien Leo Moracchioli sort une reprise metal du titre en 2015.